# Ljetnikovac Jakša u Visu
Ljetnikovac Jakša, ljetnikovac u Visu, zaštićeno kulturno dobro.

## Opis dobra
Ljetnikovac Jakša je na adresi Lučica 1. Utvrđeni ljetnikovac hvarske obitelji Jakša izgrađen je na području Kuta u Visu neposredno uz more u renesansnom slogu 16. stoljeća. Izniman je primjer reprezentativne ladanjske arhitekture s gospodarskom i obrambenom funkcijom te ima sve karakteristike naših starih ljetnikovaca: terasu, spremište, dvorište definirano zidom, perivoj, vrt i kulu.

## Zaštita
Pod oznakom Z-7180 zavedena je kao nepokretno kulturno dobro - pojedinačno, pravna statusa zaštićena kulturnog dobra, klasificirano kao "profana graditeljska baština".